# 派克縣 (喬治亞州)
派克縣（英語：Pike County）是美國喬治亞州西部的一個縣。面積568平方公里。根據美國2000年人口普查，共有人口13,688人。縣治紀伯倫（Zebulon）。
成立於1822年12月9日。縣名紀念美國探險家紀伯倫·蒙哥馬里·派克。